# Cilandak (Dżakarta Południowa)

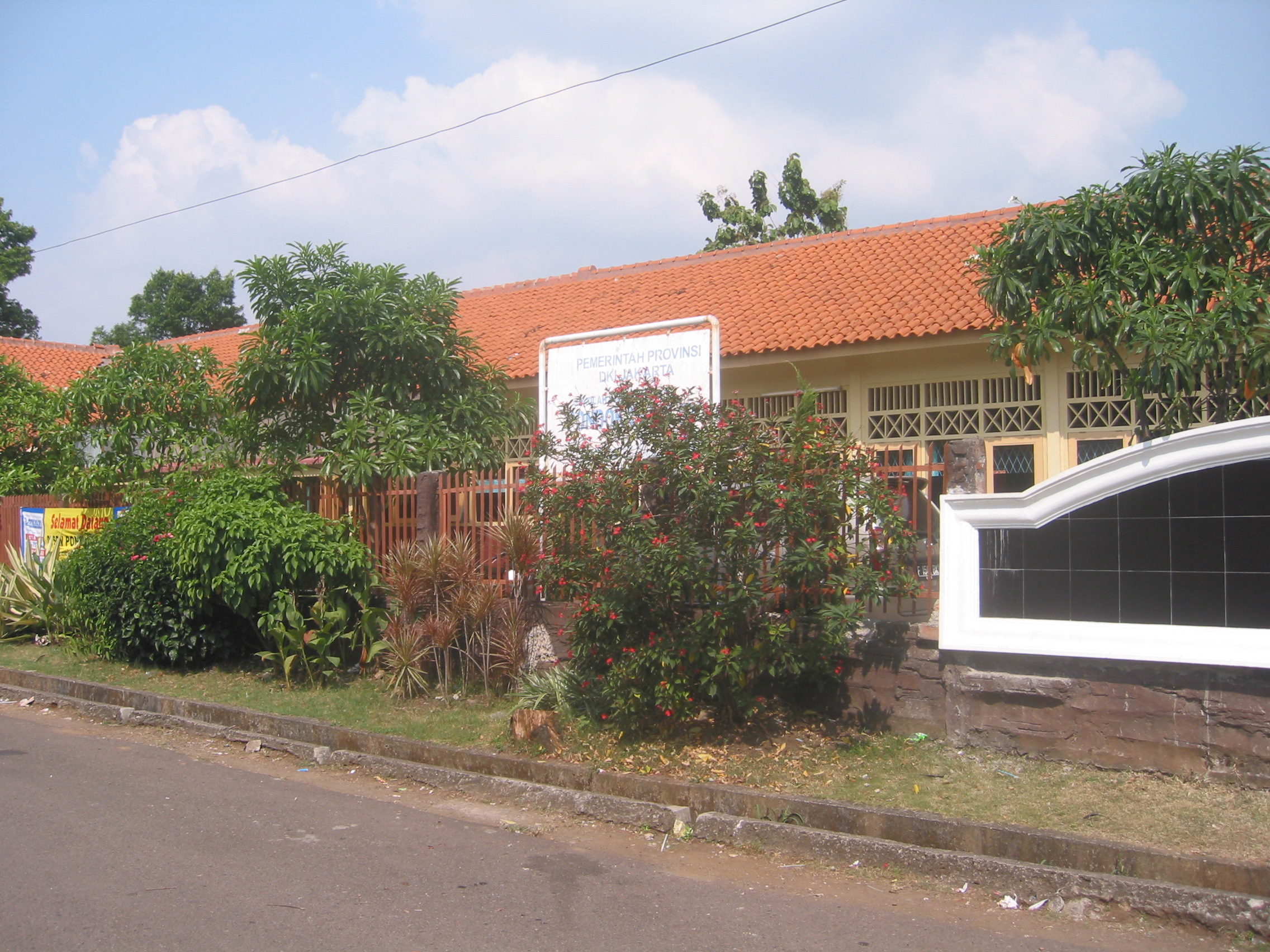
Zabudowania w Pondok Labu, fot. 2008 r.

Cilandak – dzielnica Dżakarty Południowej. Zamieszkuje ją 181 562 osób.

## Podział
W skład dzielnicy wchodzi pięć gmin (kelurahan):
- Cipete Selatan – kod pocztowy 12410
- Gandaria Selatan – kod pocztowy 12420
- Cilandak Barat – kod pocztowy 12430
- Lebak Bulus – kod pocztowy 12440
- Pondok Labu – kod pocztowy 12450